# Tlapallite
La tlapallite è un minerale.